# Бердников, Николай Анфимович
Николай Анфимович (в наградном листе — Анфилович) Бердников (1913—1983) — старший сержант Рабоче-крестьянской Красной Армии, участник советско-финской и Великой Отечественной войн, Герой Советского Союза (1946).

## Биография
Николай Бердников родился в 1913 году в селе Плотава (ныне — Баевский район Алтайского края) в крестьянской семье.
После окончания сельской школы работал в колхозе.
В 1935—1937 годах проходил службу в Рабоче-крестьянской Красной Армии. В 1939—1940 годах повторно служил в армии, участвовал в советско-финской войне. В июне 1941 года был в третий раз призван в Красную Армию и направлен на фронт. В 1943 году вступил в ВКП(б). К апрелю 1945 года старший сержант Бердников командовал орудием 328-го артиллерийского полка 150-й стрелковой дивизии 3-й ударной армии 1-го Белорусского фронта. Отличился во время уличных боёв в Берлине.
За период с 21 по 30 апреля 1945 года в Берлине Бердников уничтожил 20 вражеских огневых точек и первым в своём подразделении открыл огонь по рейхстагу. Несмотря на полученную контузию, поля боя не покинул.
Указом Президиума Верховного Совета СССР от 15 мая 1946 года старший сержант Николай Бердников был удостоен высокого звания Героя Советского Союза с вручением ордена Ленина и медали «Золотая Звезда».
После окончания войны Бердников был демобилизован, работал в Баевском зерносовхозе. Впоследствии проживал в городе Шардара Чимкентской (ныне — Южно-Казахстанской) области Казахской ССР. Умер 12 июля 1983 года. Похоронен в совхозе 60-летия Октября Ермаковского района Павлодарской области.
Был также награждён орденами Красной Звезды и Славы 3-й степени, а также рядом медалей.